# رنه هوخهیمستر
رنه هوخهیمستر (هلندی: René Hooghiemsterتلات؛ زادهٔ ۳۰ ژوئیهٔ ۱۹۸۶ ‏(۳۸ سال)) دوچرخه‌سوار اهل هلند است.
از باشگاه‌هایی که در آن رکاب زده‌است می‌توان به تیم دوچرخه‌سواری کوگا اشاره کرد.